# Cerro del Moro
El Cerro del Moro es la denominación que recibe un asentamiento fortificado documentado en la cumbre del cerro denominado Cabeza Gorda, en el término municipal de Almonaster la Real, en la provincia española de Huelva.

## Descripción
El sitio arqueológico es un recinto fortificado que presenta forma rectangular con ángulos bien definidos, y su construcción se asemeja a otros recintos fortificados de época andalusí, con mampostería a hueso o con reducidas lechadas de arcilla. En algunas zonas se han utilizado los afloramientos graníticos para suplantar el muro. Algunos de estos bolos graníticos adquiere in situ la forma de bastión y otros fueron trasladados como se denota por las lañas que se han practicado para elevarlas por medio de trípodes y poleas. En los alrededores del cerro donde se ubica el asentamiento se han localizado enterramientos en cistas de la Edad del Bronce por lo que también podría haber tenido una ocupación durante esa época prehistórica.
El yacimiento se conoce tras las prospecciones realizadas en 1987 y 1992 para el inventario de yacimientos arqueológicos en Andalucía. En la primera se definió como un recinto fortificado islámico y en la segunda se hallaron evidencias que remontan la presencia humana a la Edad del Bronce al localizarse una necrópolis de cistas próxima.

## Estatus patrimonial
El Cerro del Moro es un inmueble inscrito con carácter genérico en el Catálogo General del Patrimonio Histórico Andaluz por Resolución de 28 de julio de 2005, de la Dirección General de Bienes Culturales de la consejería de Cultura de la Junta de Andalucía. y goza del nivel de protección establecido para dichos bienes en la Ley 14/2007, de 26 de noviembre, del Patrimonio Histórico de Andalucía. Es Bien de Interés Cultural, con categoría de Monumento.